# Stathmodera lineata
Stathmodera lineata är en skalbaggsart som beskrevs av Charles Joseph Gahan 1890. Stathmodera lineata ingår i släktet Stathmodera och familjen långhorningar.
Artens utbredningsområde är Sierra Leone. Inga underarter finns listade i Catalogue of Life.